# Menasha
Menasha és una població dels Estats Units a l'estat de Wisconsin. Segons el cens del 2000 tenia 16.331 habitants.

## Demografia
Segons el cens del 2000, Menasha tenia 16.331 habitants, 6.951 habitatges, i 4.233 famílies. La densitat de població era de 1.198,8 habitants per km².
Dels 6.951 habitatges en un 31,7% hi vivien nens de menys de 18 anys, en un 46,1% hi vivien parelles casades, en un 10,8% dones solteres, i en un 39,1% no eren unitats familiars. En el 31,8% dels habitatges hi vivien persones soles el 10% de les quals corresponia a persones de 65 anys o més que vivien soles. El nombre mitjà de persones vivint en cada habitatge era de 2,35 i el nombre mitjà de persones que vivien en cada família era de 2,99.
Per edats la població es repartia de la següent manera: un 25,6% tenia menys de 18 anys, un 9,6% entre 18 i 24, un 33,6% entre 25 i 44, un 19,4% de 45 a 60 i un 11,8% 65 anys o més.
L'edat mediana era de 34 anys. Per cada 100 dones de 18 o més anys hi havia 93,4 homes.
La renda mediana per habitatge era de 39.936 $ i la renda mediana per família de 47.401 $. Els homes tenien una renda mediana de 36.705 $ mentre que les dones 25.176 $. La renda per capita de la població era de 20.743 $. Aproximadament el 5,4% de les famílies i el 6,5% de la població estaven per davall del llindar de pobresa.

## Poblacions més properes
El següent diagrama mostra les poblacions més properes.